# Святилище (секос)
Святи́лище або се́кос — в стародавньому Єгипту) являло собою найсвятішу частину храму, де у відносно невисокому залі з підвищеною підлогою знаходилися зображення бога і родини фараона, його матері. Поряд, в інших приміщеннях, зберігалися речі бога, подарунки, коштовності. У їх темряві лише яскраво поблискували золоті зображення.
У структурі храму послідовно виявлялась соціальна ієрархія єгипетського суспільства, оскільки кількість людей, які брали участь в обряді, суттєво зменшувалася в міру наближення до секоса. А поступове звуження і затемнення простору храму, виділення розмірами та світлом центральної осі формували штучну перспективу, що мала на меті не тільки посилити враження грандіозності споруди, а й створити ілюзію недосяжності бога. Все це підсилювалось засобами образотворчого мистецтва.